# Тимотей і Мавра (мученики)
Святі́ Тимоте́й і Ма́вра (III століття) — ранньо-християнські святі, подружжя, мученики.
Святі Тимотей і Мавра постраждали за віру під час гоніння імператора Діоклетіана (284–305). Святий Тимотей походив з села Перапеї, був сином священика на ім'я Піколпос і виконував обов'язки читця в церковному клірі, а також хранителя і переписувача Богослужбових книг.
На святого Тимотея донесли, що він береже християнські книги, які, за наказом імператора, відбирали і спалювали. Святого Тимотея привели до правителя Аріана, який піддав його страшним мукам. Йому встромили у вуха дві розжарені залізні палиці. Святий Тимотей мужньо терпів біль і дякував Господу, що сподобився страждати за Нього. Мучителі повісили святого вниз головою, вклавши йому в рот шматок дерева, і прив'язали до його шиї важкий камінь. Страждання святого Тимотея були настільки тяжкими, що самі виконавці страти стали просити правителя ослабити катування.
В цей час Аріаннові повідомили, що у Тимотея є молода дружина на ім'я Мавра, на якій він одружився 20 днів тому. Аріан наказав привести Мавру, сподіваючись, що в її присутності непохитність мученика похитнеться. На прохання Маври, з рота мученика вийняли шматок дерева, щоб він міг говорити. Святий Тимотей переконав дружину не боятися мук і йти разом із ним на подвиг. Свята Мавра сміливо визнала себе християнкою. Аріан наказав вирвати їй волосся на голові і відрубати пальці на руках. Свята Мавра з радістю перенесла тортури. Тоді Аріан наказав кинути святу Мавру в киплячий казан, але вона не відчувала болю і залишилася неушкодженою.
Пам'ять — 16 травня